# 雷霄漢
雷霄漢（？—？），清朝政治人物。陝西澄城縣人。
雷霄漢為監生出身。道光十二年（1832年）八月，署任湖南永順府龍山縣知縣。